# Kamerunische Fußballnationalmannschaft (U-17-Junioren)
Die kamerunische U-17-Fußballnationalmannschaft ist eine Auswahlmannschaft kamerunischer Fußballspieler. Sie unterliegt der Fédération Camerounaise de Football und repräsentiert sie international auf U-17-Ebene, etwa in Freundschaftsspielen gegen die Auswahlmannschaften anderer nationaler Verbände, bei U-17-Afrikameisterschaften und U-17-Weltmeisterschaften.
Die Mannschaft wurde 2003 Afrikameister. 1999 hatte sie den vierten Platz erreicht.
Für eine Weltmeisterschaft konnte sie sich bislang erst einmal (2003) qualifizieren und schied dabei mit drei Unentschieden, unter anderem gegen Portugal und den späteren Weltmeister Brasilien, in der Vorrunde aus.

## Teilnahme an U-17-Weltmeisterschaften
(Bis 1989 U-16-Weltmeisterschaft)
| 1985 | nicht qualifiziert |
| 1987 | nicht qualifiziert |
| 1989 | nicht qualifiziert |
| 1991 | nicht qualifiziert |
| 1993 | nicht qualifiziert |
| 1995 | nicht qualifiziert |
| 1997 | nicht qualifiziert |
| 1999 | nicht qualifiziert |
| 2001 | nicht qualifiziert |
| 2003 | Vorrunde           |
| 2005 | nicht qualifiziert |
| 2007 | nicht qualifiziert |
| 2009 | nicht qualifiziert |
| 2011 | nicht qualifiziert |
| 2013 | nicht qualifiziert |
| 2015 | nicht qualifiziert |
| 2017 | nicht qualifiziert |
| 2019 | Vorrunde           |
| 2021 | –                  |
| 2023 | nicht qualifiziert |

## Teilnahme an U-17-Afrikameisterschaften
| 1995 | zurückgezogen      |
| 1997 | nicht qualifiziert |
| 1999 | 4. Platz           |
| 2001 | Vorrunde           |
| 2003 | Afrikameister      |
| 2005 | nicht qualifiziert |
| 2007 | nicht qualifiziert |
| 2009 | Vorrunde           |
| 2011 | nicht qualifiziert |
| 2013 | nicht qualifiziert |
| 2015 | Vorrunde           |
| 2017 | Vorrunde           |
| 2019 | Afrikameister      |
| 2021 | –                  |
| 2023 | Vorrunde           |